# Турнір п'яти націй 1992
Турнір п'яти націй 1992 — 63-й турнір із серії Турнірів п'яти націй — щорічної регбійної конкуренції між основними збірними північної півкулі або 98 за рахунком турнір (враховуючи турніри домашніх націй). Турнір проводився з 18 січня по 21 березня 1992 року.
В турнірі взяло участь п'ять команд: Англія, Ірландія, Франція, Шотландія та Уельс. Англія виграла турнір, здобула Великий Шолом, другий раз поспіль, Потрійну Корону, Кубок Калькути та Трофей Мілленіума. Друге місце належало Франції, третє — Ірландії, четверте — Шотландії і останнє місце дісталось збірній Уельсу.

## Учасники
У турнірі п'яти націй 1992 року взяли участь команди:
| Країна    | Стадіон              | Місто    | Головний тренер   |
| --------- | -------------------- | -------- | ----------------- |
| Англія    | Твікенем             | Лондон   | Джефф Кук         |
| Франція   | Парк де Пренс        | Париж    | П'єр Бербізьє     |
| Ірландія  | Ленсдаун Роуд        | Дублін   | Кіран Фіцджеральд |
| Шотландія | Мюррейфілд           | Единбург | Джим Телфер       |
| Уельс     | Національний стадіон | Кардіфф  | Алан Дейвіс       |

## Таблиця
| Місце | Збірна    | Матчі     | Матчі   | Матчі | Матчі    | Бали | Бали  | Бали    | Результати |
| Місце | Збірна    | Розіграно | Виграно | Нічия | Програно | За   | Проти | Різниця | Результати |
| ----- | --------- | --------- | ------- | ----- | -------- | ---- | ----- | ------- | ---------- |
| 1     | Англія    | 4         | 4       | 0     | 0        | 118  | 29    | +89     | 8          |
| 2     | Франція   | 4         | 2       | 0     | 2        | 75   | 62    | +13     | 4          |
| 3     | Шотландія | 4         | 2       | 0     | 2        | 47   | 56    | -9      | 4          |
| 4     | Уельс     | 4         | 2       | 0     | 2        | 40   | 63    | -23     | 4          |
| 5     | Ірландія  | 4         | 0       | 0     | 4        | 46   | 116   | −70     | 0          |

## Результати

### Перший тиждень
| 18 січня 1992 15:05 |

| Ірландія                                          | 15 — 16 | Уельс                                                   |
| ------------------------------------------------- | ------- | ------------------------------------------------------- |
| Спроби: Воллес Реалізація: Кіз Пенальті.: Кіз (3) |         | Спроби: Дейвіс Пенальті: Дженкінс (3) Дроп-гол: Стівенс |

| Ленсдаун Роуд, Дублін Суддя: Ф. А. Говард (Англія) |

| 18 січня 1992 15:05 |

| Шотландія                   | 7 — 25 | Англія                                                                                      |
| --------------------------- | ------ | ------------------------------------------------------------------------------------------- |
| Спроби: Вайт Pen.: Гастінгс |        | Спроби: Морріс Р. Андервуд М. Бейфілд Реалізація: Вебб Пенальті: Вебб (4) Дроп-гол: Гаскотт |

| Мюррейфілд, Единбург Суддя: В. Д. Беван (Уельс) |

### Другий тиждень
| 1 лютого 1992 15:05 |

| Англія                                                                             | 38 — 9 | Ірландія                                  |
| ---------------------------------------------------------------------------------- | ------ | ----------------------------------------- |
| Спроби: Гаскотт Морріс Р. Андервуд Вебб (2) Реалізація: Вебб(4) Пенальті: Вебб (2) |        | Спроби: Кіз Реалізація: Кіз Пенальті: Кіз |

| Твікенем, Лондон Суддя: В. Д. Беван (Уельс) |

| 1 лютого 1992 15:05 |

| Уельс                  | 9 — 12 | Франція                                                             |
| ---------------------- | ------ | ------------------------------------------------------------------- |
| Пенальті: Дженкінс (3) |        | Спроби: Сент-Андре Реалізація: Лафонд Пенальті: В'яр Дроп-гол: Пену |

| Національний стадіон, Кардіфф К-ть глядачів: 60,000 Суддя: О. Е. Дойл (Ірландія) |

### Третій тиждень
| 15 лютого 1992 15:05 |

| Франція                                           | 13 — 31 | Англія                                                                  |
| ------------------------------------------------- | ------- | ----------------------------------------------------------------------- |
| Спроби: Пену В'яр Реалізація: В'яр Пенальті: В'яр |         | Спроби: Морріс Р. Андервуд Вебб Реалізація: Вебб (3) Пенальті: Вебб (3) |

| Парк де Пренс, Париж К-ть глядачів: 45,150 Суддя: С. Р. Хілдітч (Ірландія) |

| 15 лютого 1992 15:05 |

| Ірландія                         | 10–18 | Шотландія                                                             |
| -------------------------------- | ----- | --------------------------------------------------------------------- |
| Спроби: Воллес Пенальті: Кіз (2) |       | Спроби: Нікол Стангер Реалізація: Гастінгс (2) Пенальті: Гастінгс (2) |

| Ленсдаун Роуд, Дублін Суддя: А. Дж. Спредбері (Англія) |

### Четвертий тиждень
| 7 березня 1992 15:05 |

| Англія                                                               | 24 — 0 | Уельс |
| -------------------------------------------------------------------- | ------ | ----- |
| Спроби: Карлінг Дулі Скіннер Реалізація: Вебб (3) Пенальті: Вебб (2) |        |       |

| Твікенем, Лондон Суддя: Р. Дж. Мегсон (Шотландія) |

| 7 березня 1992 15:05 |

| Шотландія                              | 10 — 6 | Франція              |
| -------------------------------------- | ------ | -------------------- |
| Спроби: Едвардс Пенальті: Гастінгс (2) |        | Пенальті: Лафонд (2) |

| Мюррейфілд, Единбург К-ть глядачів: 54,000 Суддя: Ф. Бургер (Південна Африка) |

### П'ятий тиждень
| 21 березня 1992 15:05 |

| Франція                                                                                | 44 — 12 | Ірландія              |
| -------------------------------------------------------------------------------------- | ------- | --------------------- |
| Спроби: Кабан Сесіон Пену (2) Садорні В'яр (2) Реалізація: В'яр (5) Пенальті: В'яр (2) |         | Пенальті: МакАліз (4) |

| Парк де Пренс, Париж К-ть глядачів: 49,317 Суддя: Ф. Бургер (Південна Африка) |

| 21 березня 1992 15:05 |

| Уельс                                                       | 15 — 12 | Шотландія                                         |
| ----------------------------------------------------------- | ------- | ------------------------------------------------- |
| Спроби: Вебстер Реалізація: Дженкінс Пенальті: Дженкінс (3) |         | Пенальті: Чалмерс (2) Гастінгс Дроп-гол: Гастінгс |

| Національний стадіон, Кардіфф Суддя: М. Деклу (Франція) |